# Casa di Toledo

Grande stemma ducale della Casa di Álvarez de Toledo

La Casa di Toledo o Casa di Álvarez di Toledo è un casato nobiliare spagnolo che ebbe origine nel XIII secolo nel Regno di Castiglia. 
Prese il nome dal cognome di famiglia Álvarez de Toledo, nella persona di Juan Álvarez de Toledo, figlio di Álvaro Ibáñez e di Juana García Carrillo. Molti dei suoi membri hanno, a titolo diverso, lasciato il segno nella storia della Spagna, specialmente il ramo della casa d'Alba. Molti dei suoi esponenti sono stati Grandi di Spagna.

## Genealogia
Il lignaggio della famiglia Alvarez de Toledo risale alla fine dell'Alto Medioevo.
A partire dal 1085, membri della famiglia furono nominati alcalde della città di Toledo. 
Come i signori della loro epoca, la famiglia Álvarez de Toledo andò gradualmente guadagnando potere e fortuna grazie alle sue alleanze permanenti e i legami di fedeltà alla monarchia, una situazione che divenne radicata nel corso del XII, XIII e XIV secolo.

## Stemma
Lo stemma degli Álvarez de Toledo è una scacchiera con quindici caselle: otto d'argento e sette d'azzurro.
Le origini di questa famiglia la resero illustre e nobilissima, qualifiche appropriate a questo casto, che sono paradigmi per altri.
Il motto latino degli Álvarez de Toledo è Tu in ea et ego pro ea che significa Tu in lei e io per lei, ovvero Dio nella patria e io per la patria.

## Titoli nobiliari inizialmente concessi agli Álvarez de Toledo
Nel corso dei secoli, gli Álvarez de Toledo vennero investiti di titoli che diedero origine a diverse progenie che costituirono parte della poderosa nobiltà del Regno di Spagna:
- Signoria di Oropesa, creata in favore di García Álvarez de Toledo nel 1366, dal re Enrico II di Castiglia;
- Signoria di Valdecorneja, creata in favore di García Álvarez de Toledo, nel 1366, dal re Enrico II di Castiglia, assieme alla signoria di Oropesa.
- Signoria di Cervera, creata in favore di Alonso Álvarez de Toledo y Fernández de Toledo dal re Giovanni II di Castiglia;
- Signoria di Valdeloso, creata in favore di Pedro Álvarez de Toledo y Fernández de Toledo dal re Giovanni II di Castiglia;
- Signoria di Higares, creata in favore di Fernán Álvarez de Toledo y Ayala dal re Giovanni II di Castiglia;
- Signoria di Alba di Tormes, creata in favore di Gutierre Álvarez de Toledo, nel 1429, dal re Giovanni II di Castiglia;
- Contea di Alba di Tormes, creata in favore di Fernando Álvarez de Toledo y Sarmiento nel 1439;
- Contea di Salvatierra di Tormes, creata in favore di García Álvarez de Toledo y Carrillo, nel 1469, dal re Enrico IV di Castiglia;
- Ducato di Alba di Tormes, creato in favore di García Álvarez de Toledo y Carrillo, I duca, nel 1472, dal re Enrico IV di Castiglia;
- Marchesato di Coria, venduto a García Álvarez de Toledo y Carrillo, I marchese, nel 1472, da Gutierre de Cáceres Solís;
- Contea di Oropesa, creata in favore di Fernando Álvarez de Toledo y Herrera, I conte, nel 1475, dalla regina Isabella I di Castiglia;
- Contea di Piedrahita, creata in favore di Fadrique Álvarez de Toledo y Enríquez, I conte, nel 1485, dai Re Cattolici;
- Contea del Cedillo, creata in favore di Fernán Álvarez de Toledo y Zapata, nel 1497, dai Re Cattolici
- Signoria de La Horcajada, creata in favore di García Álvarez de Toledo y Enríquez;
- Signoria di Mancera, creata in favore di  Pedro Álvarez de Toledo y Enríquez;
- Signoria di Villorias, creata in favore di  Fernando Álvarez de Toledo y Enríquez;
- Ducato di Huéscar, creato in favore di  Fernando Álvarez de Toledo y Pimentel, I duca, nel 1563, dal re Filippo II di Spagna;
- Ducato di Fernandina che dipendeva dal principato di Montalbán, creato in favore di García Álvarez de Toledo y Osorio, I duca, nel 1569, dal re Filippo II di Spagna;
- Marchesato di Jarandilla, creato in favore di Fernando Álvarez de Toledo Portugal, nel 1599, dal re Filippo III di Spagna;
- Marchesato di Mancera, creato in favore di Pedro Álvarez de Toledo y Leiva, I marchese, nel 1623, dal re Filippo IV di Spagna;
- Marchesato di Villanueva di Valdueza, creato in favore di Fadrique Álvarez de Toledo Osorio, I marchese, nel 1624 dal re Filippo IV di Spagna.
- Contea del Cedillo, creata in favore di Antonio Álvarez de Toledo y Heredia, I conte, nel 1624, dal re Filippo IV di Spagna.
- Marchesato di Villamagna, creato in favore di Alonso Antonio Álvarez de Toledo y Mendoza, nel 1624, dal re Filippo IV di Spagna.
- Marchesato di Montalbo, creato in favore di Francisca Álvarez de Toledo y Novoa, I marchesa, nel 1630 dal re Filippo IV di Spagna.
- Marchesato di Melgar de Fernamental, creato in favore di María Luisa Álvarez de Toledo Carreto, I marchesa, nel 1676, da re Carlo II di Spagna;
- Contea di Cervera, creata in favore di Juan Manuel Álvarez de Toledo y Borja, I conte, nel 1790, dal re Carlo IV di Spagna;
- Ducato di Bivona, creato in favore di José Álvarez de Toledo y Acuña, I duca, nel 1865, dalla regina Isabella II di Spagna;
- Contea di Xiquena, creata in favore di José Álvarez de Toledo y Acuña, I conte, nel 1865, dalla regina Isabella II di Spagna.
- Contea di Villar di Felices, creata in favore di  Rafael Álvarez de Toledo y Aguado, I conte, nel 1871 dal re Amedeo I di Spagna;
- Marchesato di Cazaza in Africa, creato in favore di Inés Álvarez de Toledo Caro, I marchesa nel 1891 dal re Alfonso XIII di Spagna.

## Álvarez di Toledo membri dell'Ordine del Toson d'oro
Diversi membri della famiglia Álvarez di Toledo furono investiti come cavaliere dell'Ordine del Toson d'oro: 

Collare dell'Ordine del Toson d'oro.

- Fadrique Álvarez de Toledo y Enríquez, II duca d'Alba de Tormes, nel 1519;
- Fernando Álvarez de Toledo y Pimentel, III duca d'Alba de Tormes, e granduca d'Alba, nel 1546;
- Antonio Álvarez de Toledo y Beaumont, V duca d'Alba de Tormes, nel 1599;
- Antonio Álvarez de Toledo y Enríquez de Ribera, VII duca d'Alba de Tormes, nel 1675;
- Antonio Álvarez de Toledo y Fernández de Velasco, VIII duca d'Alba de Tormes, nel 1680;
- Vicente Pedro Álvarez de Toledo Portugal, X conte di Oropesa, nel 1712, ramo austríaco;
- Fadrique Álvarez de Toledo y de Aragón, IX marchese di Villafranca del Bierzo, nel 1750;
- Antonio Álvarez de Toledo y Pérez de Guzmán, X marqchese di Villafranca del Bierzo, nel 1753;
- José Álvarez de Toledo y Gonzaga, XV duca di Medina Sidonia, nel 1791;
- Pedro de Alcántara Álvarez de Toledo y Gonzaga, X duca consorte di Peñaranda de Duero, nel 1816;
- Pedro de Alcántara Álvarez de Toledo y Salm-Salm, XIII duca dell'Infantado, nel 1816;
- José Joaquín Álvarez de Toledo y Silva, XVIII duca di Medina Sidonia, nel 1890.

## Títoli nobiliari incorporati agli Álvarez de Toledo
Il lignaggio Álvarez de Toledo ricevette anche numerosi altri titoli nobiliari concessi in origine ad altri casati:
- Principato di Melito
- Principato di Eboli
- Ducato di Pastrana
- Ducato di Francavilla
- Ducato di Galisteo
- Ducato dell'Infantado
- Ducato di Lerma
- Ducato di Medina Sidonia
- Ducato di Montalto
- Ducato di Montoro
- Ducato di Santa Cristina
- Marchesato di Algecilla
- Marchesato di Almenara
- Marchesato di Argüeso
- Marchesato di Belvís
- Marchesato di Calatafimi
- Marchesato di Cea
- Marchesato di Cenete
- Marchesato di Campoo
- Marchesato di Eliche
- Marchesato di Frechilla e Villarramiel
- Marchesato di los Vélez
- Marchesato di Molina
- Marchesato di Santillana
- Marchesato di Tarazona
- Marchesato di Távara
- Marchesato di Valverde
- Marchesato di Villabenázar
- Marchesato di Villafranca del Bierzo
- Marchesato di Villanueva del Río
- Marchesato del Carpio
- Marchesato del Villar de Grajanejos
- Contea di Adernó
- Contea di Alcaudete
- Contea di Ayala
- Contea di Caltabellotta
- Contea di Caltavuturo
- Contea di Collesano
- Contea di Deleytosa
- Contea di Fuentes de Valdepero
- Contea di Gondomar
- Contea di Humanes
- Contea di Lerín
- Contea di Miranda del Castañar
- Contea di Monterrey
- Contea di Morente
- Contea di Real de Manzanares
- Contea di Niebla
- Contea di Osorno
- Contea di Peña Ramiro
- Contea di Saldaña
- Contea di Sclafani
- Contea di Villada
- Contea del Puerto
- Baronía di Castellví de Rosanes
- Signoria di Cebolla

## Gli Álvarez de Toledo Maggiordomi maggiori dei re di Spagna
Nel corso dei secoli diversi monarchi di Spagna concedettero, ai membri della famiglia Álvarez de Toledo, l'ìimportante titolo onorifico di Maggiordomo maggiore del re di Spagna, dal quale dipendeva l'organizzazione della Real Casa e Patrimonio della Corona di Spagna:
- Fernando Álvarez de Toledo y Pimentel, III duca d'Alba de Tormes, dal 1541 al 1556, dall'imperatore Carlo V (1516-1556);
- Fernando Álvarez de Toledo y Pimentel, III duca d'Alba de Tormes, dal 1556 al 1582, dal re Filippo II (1556-1598);
- Antonio Álvarez de Toledo y Beaumont, V duca d'Alba de Tormes, dal 1629 al 1639, dal re Filippo IV (1621-1665);
- Antonio Álvarez de Toledo y Enríquez de Ribera, VII duca d'Alba de Tormes, dal 1667 al 1671, dal re Carlo II (1665-1701);
- Fadrique Álvarez de Toledo y Ponce de León, VII marchese di Villafranca del Bierzo, dal 1701 al 1705, dal re Filippo V (1701-1724);
- Fadrique Álvarez de Toledo y Moncada, IX marchese di Villafranca del Bierzo, dal 1747 al 1753, dal re Ferdinando VI (1746-1759);
- Pedro de Alcántara Álvarez de Toledo y Gonzaga, conte di Miranda del Castañar, dal 1815 al 1820 e dal 1823 al 1824, dal re Ferdinando VII (1808 e 1814-1833);
- José Joaquín Álvarez de Toledo y Silva, XVIII duca di Medina Sidonia, dal 1885 al 1890, dal re Alfonso XIII (1885-1931).

## Titoli nobiliari attuali degli Álvarez de Toledo
Ad oggi la famiglia ricopre i seguenti titoli nobiliari:    	
- Ducato di Saragozza, Manuel Álvarez de Toledo y Mencos, V duca, grande di Spagna;
- Marchesato di Cañizar, Mariano de Fátima Álvarez de Toledo y Mencos, XI marchese;
- Marchesato di Casa Fuerte, Cayetana Álvarez de Toledo y Peralta Ramos, XIII marchesa;
- Marchesato di Casa Loring, Victoria Eugenia Álvarez de Toledo y Marone-Cinzano, VII marchesa;
- Marchesato di Casa Pontejos, María del Rosario Ignacia Álvarez de Toledo y Rúspoli, X marchesa, grande di Spagna;
- Marchesato di Lazán, Alberto Álvarez de Toledo y Rodríguez-Ponga, X marchese;
- Marchesato di Martorell, Alonso Álvarez de Toledo y Merry del Val, XIII marchese;
- Marchesato di Miraflores, Manuel Álvarez de Toledo y Mencos, VIII marchese, grande di Spagna;
- Marchesato di Navarrés, Carlos Álvarez de Toledo Satrústegui, XVIII marchese;
- Marchesato di Villanueva de Valdueza, Alonso Álvarez de Toledo y Urquijo, XII marchese;
- Marchesato di San Felices de Aragón, María de los Reyes Álvarez de Toledo y Mencos, XII marchesa;
- Contea di Eril, Alberto Álvarez de Toledo y Mencos, XIII conte, grande di Spagna;
- Contea di la Ventosa, José María Álvarez de Toledo y Gómez-Trenor, XIII conte;
- Contea di los Arcos, Manuel Álvarez de Toledo y Mencos, XIV conte, grande di Spagna;
- Contea di Santa Olalla, Ramón Álvarez de Toledo y Álvarez de Builla, VII conte;
- Contea di Villapaterna, Francisco de Borja Álvarez de Toledo y Marone-Cinzano, X conte;
- Viscontato di la Armería, Fadrique Álvarez de Toledo y Argüelles, XIV visconte.